# 八勝館

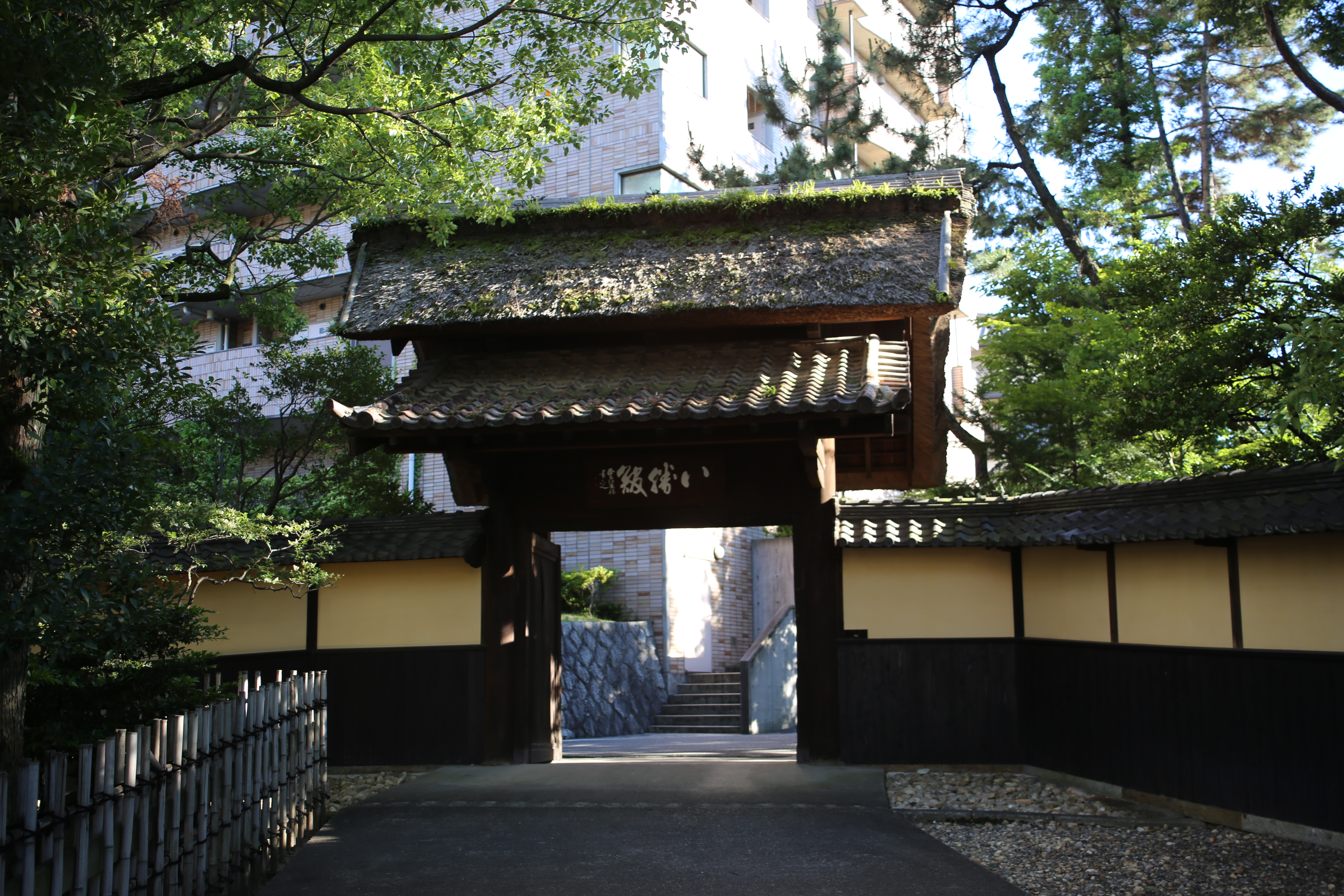
八勝館正門（北側から撮影、2015年6月）

八勝館（はっしょうかん）は、名古屋市昭和区広路町にある老舗料亭。

## 沿革
料亭八勝館は、名古屋の東の郊外の起伏に富んだ景勝地に所在する。この場所には、明治時代前期に造営された、材木商柴田孫助の別邸があった。1910年（明治43年）に料理旅館八勝館となり、1925年（大正14年）には名古屋の経済人によって設立された株式会社八勝館の経営するところとなった。その後、1977年（昭和52年）、経営体は株式会社八勝館となっている。

### 年表
- 1950年（昭和25年） - 第5回国民体育大会に出席する昭和天皇が宿泊するため「御幸の間」を建設。
- 1951年（昭和26年） - 「御幸の間」が日本建築学会賞を受賞。
- 1999年（平成11年） - 「御幸の間」が日本の近代建築20選（現在はDOCOMOMO JAPAN選定 日本におけるモダン・ムーブメントの建築）に選出。
- 2020年（令和2年） -  建造物9棟と土地が国の重要文化財に指定[2][3]。

## 建物
建物の配置は以下の通りである（以下の文中の太字の建物は国の重要文化財）。西門を入ると、右手奥に玄関棟、その奥に松の間棟が建つ。松の間棟の右手（西）には御幸の間棟、左手（東）には新座敷棟、そのさらに東に菊の間棟が建つ。敷地の南側には池のある庭園が広がり、その中に田舎家と中門が建つ。このほか、玄関棟の北側には新しい大広間棟と厨房棟が建つが、この2棟は重要文化財の指定対象外である。さらに離れた北側には正門が建つ。これらのうち玄関棟と松の間棟は柴田家別邸時代の明治中期の建築、新座敷棟と菊の間棟は料理旅館の施設として明治後期に建てられた。田舎家は滋賀県甲賀の古民家を移築したものである。柴田家別邸時代の建物は、材木商の別邸らしく、良材を用いた数寄屋建築である。太平洋戦争後には、数寄屋建築研究の第一人者である堀口捨己の設計によって御幸の間棟の新築、新座敷棟の増築、菊の間棟の改修が行われており、数寄屋と現代建築の融合をめざした堀口の作風が随所にみられる。門3棟はいずれも明治中期の建築とみられる。

### 建物の概要
御幸の間
堀口捨己設計の16畳の和室。西面には4間の杉の面皮の床框（とこがまち）を据え、中央を床（とこ）、左右を床脇とする。南面は付書院を設け、桂離宮の笑意軒にならった丸窓を設ける。北側の次の間境の襖は摺箔（能装束）の裂を貼り合わせて山水を表現している。天井は、南北軸の中央に一直線に障子を嵌め、その左右は棹縁天井とする。照明器具は直接見えないように天井裏に設置され、前述の障子を通して室内を照らす。その左右の天井は場所によって棹縁の向きを変え、非対称のデザインになっている。
残月の間
「御幸の間」と同じ棟にある、堀口捨己設計の10畳の和室。表千家の茶室「残月の間」の写しである。北面の西側は床高を高めて2畳の上段とし、北面の東側には付書院を設ける。

## 文化財
以下の建造物9棟及び土地が2020年（令和2年）、国の重要文化財に指定された。

### 八勝館・9棟
玄関棟
明治中期の建築。式台、内玄関、玄関の間、応接室からなる。
松の間棟
玄関棟の南に位置し、両棟は渡廊下で連絡する。明治中期の建築。1950年（昭和25年）に増築。梅の間と次の間、松の間と次の間、席の間と次の間からなる。このうち席の間と次の間の部分は増築である。
御幸の間棟
松の間棟の西に位置し、両棟は渡廊下で連絡する。1950年（昭和25年）、愛知国体にともなう昭和天皇行幸に際し、堀口捨己の設計で建てられた。御幸の間と次の間、残月の間と次の間のほか、配膳室を設ける。御幸の間から入側を隔てたところには月見台（ベランダ）を設ける。
新座敷棟
玄関棟の南東に位置し、両棟は渡廊下で連絡する。明治後期の建築。1953年（昭和28年）、堀口捨己によって増築。紅梅の間、白菊の間、蘭の間、竹の間、松の間と次の間からなる。このうち松の間と次の間は増築である。
菊の間棟
新座敷棟の北東に位置し、両棟は渡廊下で連絡する。明治後期の建築。1953年（昭和28年）、堀口捨己によって改修。菊の間と次の間、紅葉の間と次の間からなる。
田舎家
敷地の南側に位置する。1938年（昭和13年）に滋賀県甲賀地区の古民家を移築したもの。
正門
明治時代中期の建築。
西門
明治時代中期の建築。
中門
明治時代中期の建築。
附：塀4棟
正門東方、正門西方、西門南方、西門北方。
土地
宅地、山林10，365.41平方メートル。
※ 出典：各建物の建築年代と間取りについては、文化庁文化財第二課「新指定の文化財」『月刊文化財』687、第一法規、2021年、pp.47 - 55による。

## 北大路魯山人との関係

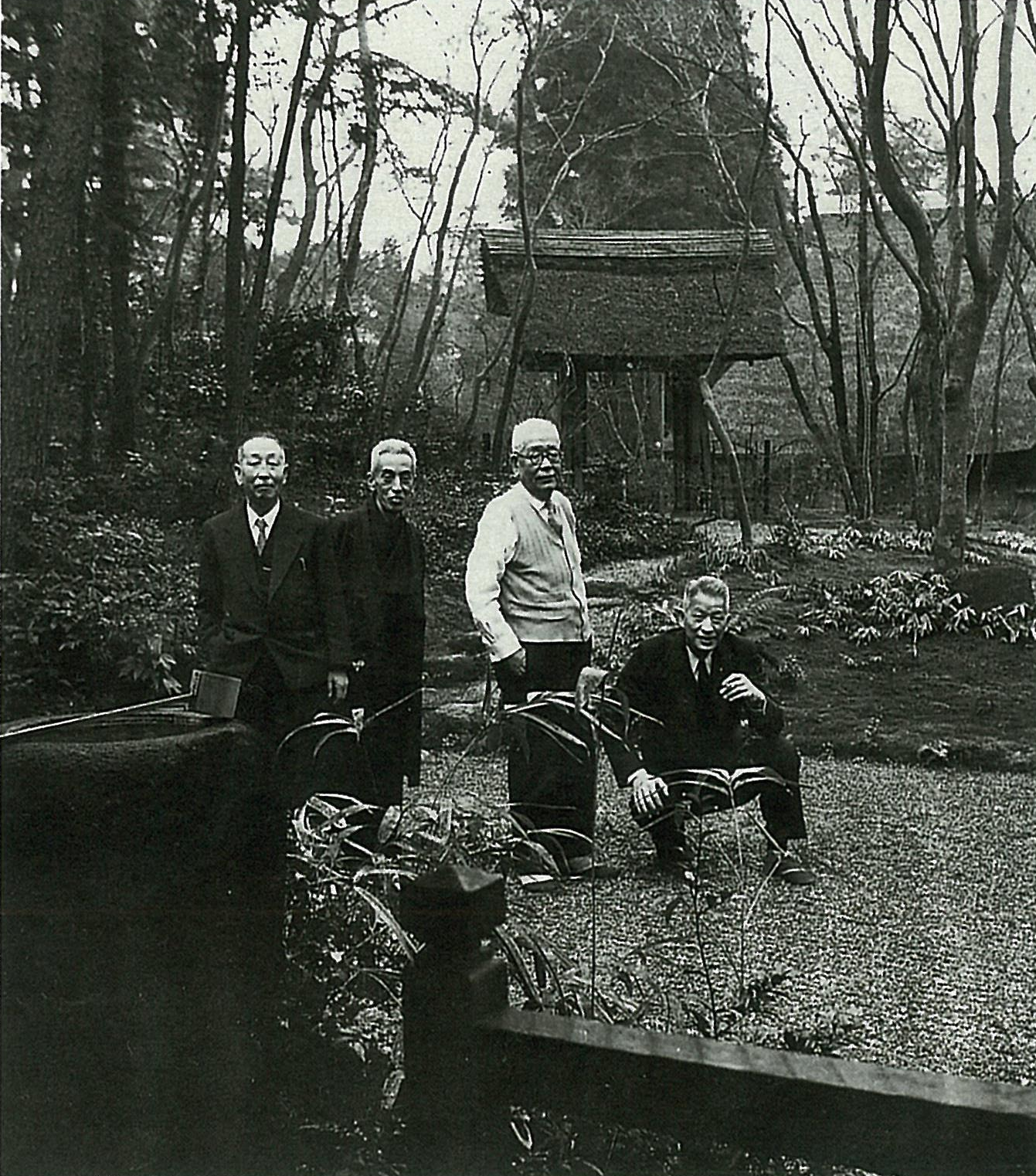
八勝館の庭園にて（1950年代）、右端が主人の杉浦保嘉、その隣が魯山人。

北大路魯山人と八勝館の初代主人とは家族ぐるみの付き合いがあり、その影響で料理やおもてなしについて、さまざまな指導を受けていた。また、食器から便器に至るまで魯山人の作品が数多く残されており、魯山人ゆかりの料亭として、ファンに支持されてきた。

## 交通
- 名古屋市営地下鉄鶴舞線・名城線 八事駅4番出口から徒歩で約1分。
- 名古屋市営バス：金山12、八事11・12系統「八事」停留所下車。